# Van Doude

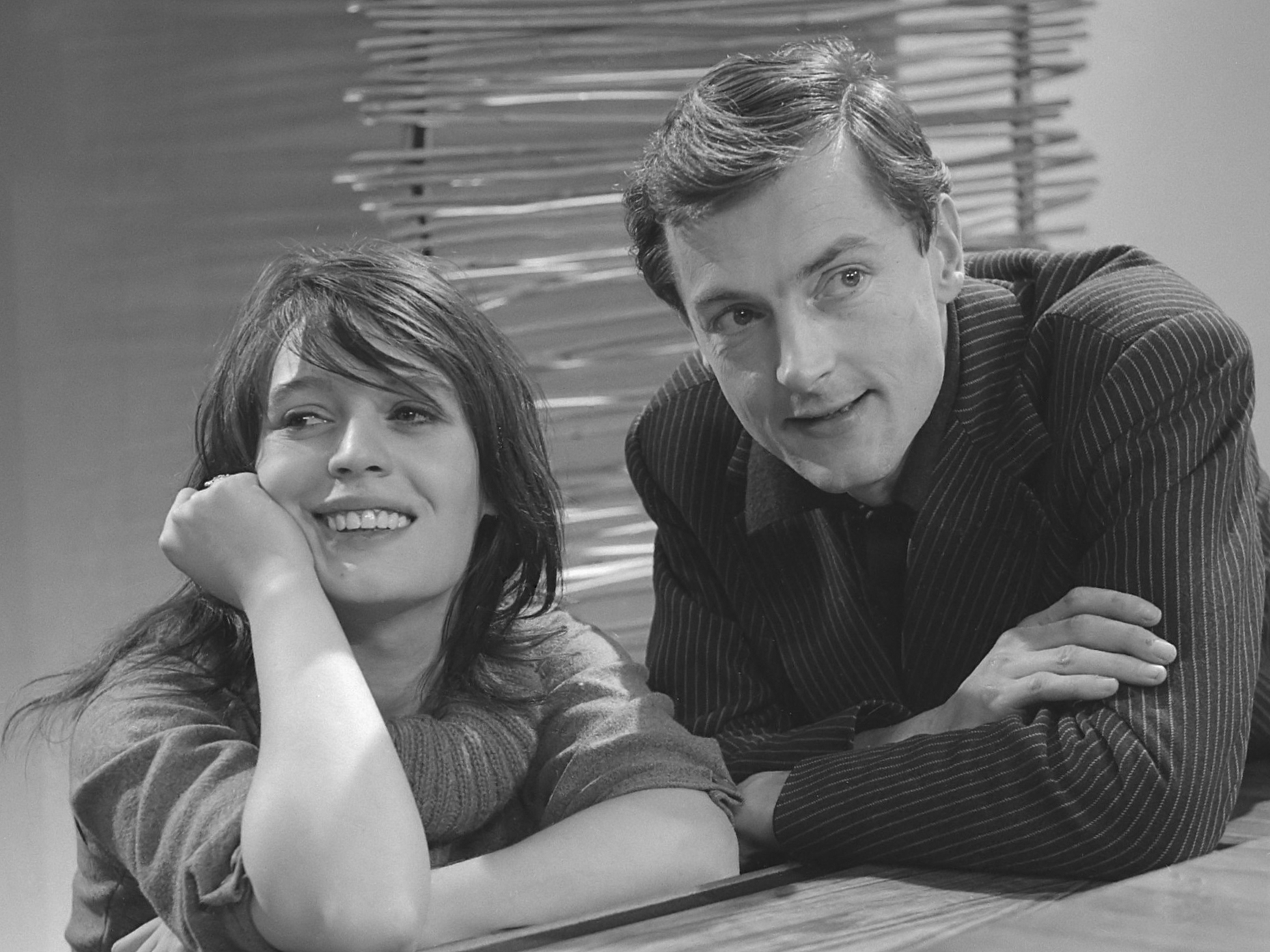
Van Doude mit Mientje Luttenberg (1960)

Van Doude (* 28. Mai 1926 als Doude van Herwijnen in Haarlem, Niederlande; † 18. August 2018 in Frankreich) war ein niederländischer Schauspieler.

## Leben und Karriere
Van Doude kam nach dem Ende des Zweiten Weltkrieges nach Paris, wo er Schauspielstunden bei Louis Jouvet nahm. Er war ab Ende der 1940er-Jahre in zahlreichen Pariser Theaterproduktionen tätig, wobei er sich vor allem einen Ruf als guter Komödiant erwarb. Sein Filmdebüt hatte er im Jahr 1949 mit einer kleinen Rolle als Klient in Mission à Tanger an der Seite von Raymond Rouleau.
Hauptsächlich arbeitete er als Schauspieler in Frankreich, übernahm aber auch einige Filmrollen in den Niederlanden sowie in Deutschland in dem 1958 angelaufenen Film Der eiserne Gustav. Ebenfalls war Doude in einigen amerikanischen Filmen zu sehen, darunter als glückloser Verehrer von Audrey Hepburn in Billy Wilders romantischer Komödie Ariane – Liebe am Nachmittag (1957). In den 1960er-Jahren spielte Doude Nebenrollen in einigen Klassikern der Nouvelle Vague, darunter als mit Jean Seberg befreundeter Journalist in Jean-Luc Godards Außer Atem (1960) sowie in Alain Resnais’ Ich liebe dich, ich liebe dich (1968) und in François Truffauts Die Braut trug schwarz (1968). Eine seiner wenigen Hauptrollen hatte er 1962 in Im Zeichen des Löwen unter Regie von Éric Rohmer. Er spielte auch in Werken von Regisseuren wie Roger Vadim, Yves Boisset, Claude Sautet, Costa-Gavras, Terence Young, Fred Zinnemann, Jules Dassin und Sydney Pollack.
Ab den 1970er-Jahren wurden Doudes Filmrollen zusehends kleiner; seinen letzten Auftritt hatte er im Jahr 1992 in Ein Herz im Winter. Er starb im August 2018 im Alter von 92 Jahren und hinterließ seine Ehefrau Alberte, zwei Kinder und einige Enkelkinder.

## Filmografie (Auswahl)
- 1949: Mission à Tanger
- 1956: Der Glöckner von Notre Dame (Notre Dame de Paris)
- 1957: Ariane – Liebe am Nachmittag (Love in the Afternoon)
- 1957: Casino de Paris
- 1957: Immer wenn das Licht ausgeht (Pot-Bouille)
- 1957: Der sechste Mann (Tous peuvent me tuer)
- 1958: Die Affären von Madame M. (Maxime)
- 1958: Der eiserne Gustav
- 1959: Im Kittchen ist kein Zimmer frei (Archimède le clochard)
- 1960: Außer Atem (À bout de souffle)
- 1961: Der Präsident (Le président)
- 1961: Die Nacht hat dunkle Schatten (La Mort de Belle)
- 1962: Der Liftboy vom Palasthotel (Le petit garçon de l’ascenseur)
- 1962: Im Zeichen des Löwen (Le Signe du Lion)
- 1963: Wie zwei Tropfen Wasser (Als twee druppels water)
- 1964: Die gefährliche Erbschaft des Herrn B. (Les beaux yeux d’Agatha, Fernsehserie)
- 1964: Die Verführerin (Une ravissante idiote)
- 1964: Mata Hari, Agent H. 21
- 1966: Feuer auf der Haut (De dans van de reiger)
- 1966: Die Beute (La Curée)
- 1966: Spion zwischen 2 Fronten (Triple Cross)
- 1968: Die Braut trug schwarz (La mariée était en noir)
- 1968: Ich liebe dich, ich liebe dich (Je t’aime, je t’aime)
- 1969: Z – Anatomie eines politischen Mordes (Z)
- 1970: Versprechen in der Dämmerung (Promise at Dawn)
- 1971: Grenzfälle – Es geschah übermorgen (Aux frontières du possible, Fernsehserie, Folge 1x02)
- 1971: Die Rum-Straße (Boulevard du Rhum)
- 1972: Die kleinen Bosse (Les caïds)
- 1973: Der Schakal (The Day of the Jackal)
- 1974: Stavisky
- 1974: Die Vögel im Park von Meiji Jingu (Les oiseaux de Meiji Jingu, Fernsehserie, 3 Folgen)
- 1974–1984: Messieurs les jurés (Fernsehserie, 17 Folgen)
- 1975, 1983: Mit Rose und Revolver (Les Brigades du Tigre, Fernsehserie, 2 Folgen)
- 1977: Der Richter, den sie Sheriff nannten (Le Juge Fayard dit le Shériff)
- 1977: Bobby Deerfield
- 1978: Das Geld der anderen (L’Argent des autres)
- 1980: Achtung Zoll! (Fernsehserie, Folge 1x06)
- 1983: Der Mann von Suez (Fernseh-Miniserie)
- 1987, 1988: Wilhelm Tell – Kämpfer der Gerechtigkeit (Crossbow, Fernsehserie, 2 Folgen)
- 1988: Bernadette – Das Wunder von Lourdes (Bernadette)
- 1990: Rache ist süß (Sweet Revenge, Fernsehfilm)
- 1990: Auf eigene Faust (Counterstrike, Fernsehserie, Folge 1x08)
- 1992: Ein Herz im Winter (Un cœur en hiver)